# Zilvervliegenvanger
De zilvervliegenvanger (Empidornis semipartitus) is een zangvogel uit de familie Muscicapidae (vliegenvangers).

## Verspreiding en leefgebied
Deze soort komt voor van zuidelijk Soedan tot noordelijk Ethiopië, Oeganda, westelijk Kenia en westelijk Tanzania.